# بادي مور
بادي مور (بالإنجليزية: Paddy Moore)‏ (4 أغسطس 1909 في جمهورية أيرلندا - 24 يوليو 1951 ببرمنغهام في جمهورية أيرلندا) هو مدرب كرة قدم ولاعب كرة قدم أيرلندي في مركز الهجوم. شارك مع منتخب أيرلندا لكرة القدم ومنتخب جمهورية أيرلندا لكرة القدم. أما مع النوادي، فقد لعب مع كارديف سيتي ونادي أبردين ونادي ترانمير روفرز لكرة القدم ونادي شامروك روفرز ونادي شيلبورن وBrideville F.C. ‏ وMerthyr Town F.C. ‏ ودوري أيرلندا الحادي عشر ‏.

## وصلات خارجية
- بادي مور على موقع ناشيونال فوتبول تيمز (الإنجليزية)